# Кочетков Василь Миколайович

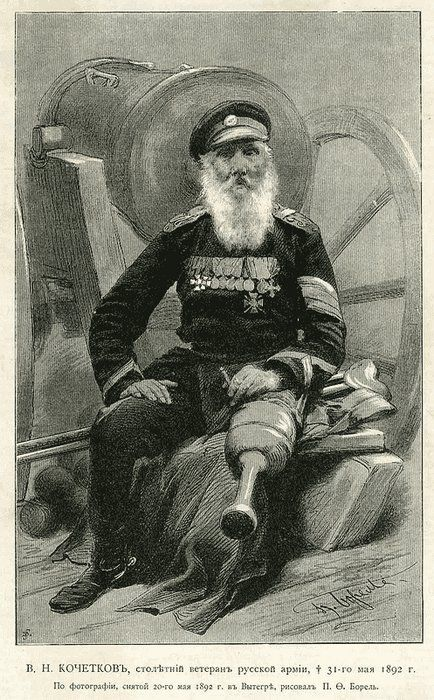
Василь Кочетков

Кочетков Василь Миколайович (1785  — 30 травня (12 червня) 1892, Бєлозерськ) — легендарний російський «солдат трьох імператорів»
Мундир Кочеткова був унікальний: на його погонах сплелися вензелі трьох імператорів, яким присягав старий служака. На рукаві мундира у вісім рядів йшли золоті і срібні нашивки за вислугу та відзнаки, а на шиї і грудях ледь вміщалися 23 хрести і медалі.

## Життєпис
Василь Миколайович Кочетков — уродженець Симбірської губернії, Курмишського повіту, Благовської волості, села Спаського. Народився 1785 року в родині солдата-кантоніста, тобто людини, приписаної з народження до військового відомства. До нього, природно, належав і Василь. На службу вступив з кантоністів унтер-офіцерського звання лейб-гренадерського полку 7 березня 1811 року.
Вітчизняна війна 1812 року. Кочеткову 27 років, і не бажаючи відсиджуватися в тилу, просить про переведення в стройові. Визначений в прославлений  лейб-гренадерський полк , незабаром зарахований до гвардії і наречений лейб-гвардії гренадерським. У 1812 році, беручи участь у ар'єргардних боях, полк цей відходив до Можайська, і Кочетков бився в його рядах 26 серпня (7 вересня) при Бородіно, бився під Лейпцигом, брав Париж і закінчив кампанію в чині фельдфебеля.
У 1820-му його переводять у лейб-гвардії Павловський полк, з яким він пройшов Російсько-турецьку війну 1828–1829 років. Зокрема, брав участь при взятті турецьких фортець Варни, Ісакчі і Сілістри.
Потім була війна з польськими повстанцями, і російська гвардія добряче потріпала супротивників на Грохівському полі та в битві при Остроленці, а в 1831 році Кочетков брав участь у штурмі Варшави.
В 1833 році переведений до лейб-гвардії кінно-піонерний (інженерний) дивізіон. При Олександру I і його брату Миколі I солдатська служба тривала двадцять п'ять років, і Василь Кочетков давно міг з чистою совістю піти у відставку, але це не по нутру старому служаці.
Після розформування лейб-гвардії кінно-піонерного дивізіону, в 1843 році, Кочетков був направлений в кавказьку армію, «для навчання на швидких річках правильного спуску, наведення, зміцнення і розбирання понтонних мостів». Тут він був зарахований до Нижньогородського драгунського полку і, за своїм бажанням, залишився служити в кавказьких військах, одержавши дозвіл на те генерал-фельдцейхмейстера Великого Князя Михайла Павловича, із збереженням гвардійського окладу платні.
Брав участь у військових діях на Кавказі. Зокрема у справах при вирубці Гойтінського лісу в 1844 році; при аулі Дарго 1845 року, при укріпленнях Зиряни 1846 року. За рік Кочетков був двічі поранений: у шию навиліт і в обидві ноги з роздробленням лівої гомілки, але всякий раз повертався в стрій. Через рік знову тяжко поранений в ліву гомілку в битві при аулі Дарго, Кочетков попався в полон чеченцям. Пробувши в полоні 9 місяців і 23 дні, він втік звідти, за що був нагороджений Знаком відзнаки Військового Ордена.
У 1849 році Кочетков зі своїм полком був в Угорщині, в справі при Дебрецені, беручи участь у бойових діях проти бунтівників (придушенні угорського повстання).
Повернувшись з походу, він за вислугою років здав іспит і був проведений в підпоручики, але від звання відмовився. Отримав на рукав мундира срібний шеврон, офіцерський темляк на шаблю і право на отримання 2/3 окладу підпоручика.
У 1850 році він переведений в штаб кавказького корпусу жандармів і в наступному 1851, після 40 років дійсної служби, у віці 66 років вийшов у відставку.
Цим закінчився перший період його військової служби.
Через два роки після його виходу у відставку в 1853 році почалася Кримська війна, і Кочетков знову вступив на дійсну службу за призовом для захисту Севастополя в Казанський єгерський полк, і тут провів два роки, беручи участь у вилазках добровольців, причому на корніловському бастіоні бомбою, що розірвалася «закиданий землею і дрібними осколками і камінням, що пошкодили йому спину» . У 1856 році, особисто покійним Государем Імператором Олександром II, він був переведений до лейб-гвардії драгунського полку, а потім, в 1862 році, зарахований до почесної роти палацових гренадерів, і тут підвищений до унтер-офіцера.
В 1869 році «по поданій ним доповідній записці Государю Імператору» був посланий на театр військових дій в Середню Азію, де і зарахований в Туркестанську кінно-артилерійську бригаду гірських гармат фейерверкером 1 класу, причому, при від'їзді, Государ Імператор особисто подарував йому п'ятдесят рублів. Тут Кочетков брав участь у взятті Туркестану і Самарканду в 1870 році, а в 1874 перейшов піщаний степ, і в складі військ під начальством генерал-ад'ютанта Кауфман брав участь у Хівинскому поході і взятті Хіви. Цим він закінчив свою службу в Азії і в тому ж 1874 році, за височайшим повелінням, призначений знову на службу в жандармський корпус, до складу конвойних Імператорського потягу на курсько-київській залізниці.
Але в 1876 році на Балканах проти турецького ярма повстали Сербія і Чорногорія. Кочетков за пропозицією Великого Князя Миколи Миколайовича Старшого поступає в сербську армію волонтером. І в складі п'ятитисячного загону російських добровольців відправився на допомогу слов'янським братам.
З початком російсько-турецької війни зарахований в останню східну війну до складу діючої армії в 19-ту кінно-артилерійську бригаду. Особливо запеклі бої зав'язалися в обороні Шипки, і саме там Василь Кочетков від вибуху бомби втратив ліву ногу.
Закінчивши війну, Кочетков знову повернувся до роти палацових гренадерів, прослужив у ній ще 13 років, а потім вирішив повернутися у рідні краї. Але, як сказано в «Віснику військового духовенства», «смерть застала бідолаху-солдатика абсолютно несподівано, в той час, коли він, отримавши звільнення у відставку, повертався на батьківщину», 30 травня 1892 року. Тобто було йому 107 років. З них більше 80-ти в армії.
Нескінченно довгий ряд подвигів являє собою служба цього доблесного воїна, який служив при трьох імператорах, в 12 військових частинах, чотирьох родах зброї (піхоти, кавалерії, артилерії та інженерних підрозділах), що брав участь в десяти кампаніях і був шість разів поранений. Мундир його представляв рідкісне явище, будучи прикрашений на погонах з'єднаними вензелями трьох в Бозі спочиваючих імператорів: Олександра I, Миколи I та Олександра II, а на лівому рукаві вісьмома рядами нашивок із золотого і срібного галуну і тасьми; на шиї ж і на грудях Кочеткова висіло 23 хрести і медалі.
Петербурзький художник П.Ф. Борель зробив гравюру з фотографічного портрету Кочеткова. Знятий Василь Миколайович за 11 днів до кончини. Сидить столітній воїн в гвардійському мундирі, упершись правою рукою в коліно, зі спокійним достоїнством. Між пальців лівої руки стирчить самокрутка.

## Пам'ять

### Встановлення пам'ятника
З ініціативою увіковічення імені Василя Кочеткова, простого солдата, уродженця Симбірської губернії, що провів 60 років свого життя у військових боях, виступив губернатор Ульяновської області Сергій Морозов.
5 вересня 2012 року минуло засідання президії містобудівної ради, на якому розглядалося питання встановлення в Ульяновську пам'ятника російському солдатові Василю Миколайовичу Кочеткову.
Члени містобудівної ради Ульяновської області зійшлися на тій думці, що скульптура повинна бути лаконічною і носити камерний характер. Перевагу віддано ескізу, виготовленому зі старовинної гравюри, на якій зображено портрет солдата.
У конкурсі на розробку композиції «Пам'ятник російському солдату» узяло участь 5 скульпторів з Ульяновська, Москви і Санкт-Петербурга, двоє з них підготували два варіанти пам'ятника. Вартість виготовлення монумента варіюється від 2,5 до 6 мільйонів рублів, терміни виготовлення — від трьох до шести місяців.
А тому від початку на конкурс було представлено 7 проектів пам'ятників.
Члени президії містобудівної ради висловили кілька зауважень щодо підготовлених проектів. Авторам скульптурних композицій було запропоновано переробити їх таким чином, щоб фігура солдата уособлювала мужність, доблесть і гордість за перемогу.
Після голосування було запропоновано 3 проекти пам'ятника з бронзи заввишки від 1,5 до 2 метрів. Найбільшу кількість голосів жителів регіону — 61,27% (106) — було віддано за другий варіант. Його автор  — московський скульптор Степан Мокроусов. Кількість голосів за перший і третій відповідно — 16,18% (28) та 22,54% (39).
Найбільш підхожим місцем встановлення пам'ятника членами президії була названа кругла клумба, розташована навпроти Ульяновської Державної Сільськогосподарської Академії, на бульварі Новий вінець.
У День Вітчизняної історії Росії 12 грудня на бульварі Новий вінець регіонального центру пройшла урочиста церемонія закладки каменя на місці майбутнього пам'ятника.
І тоді ж, наприкінці 2012 року, чиновники міністерства будівництва називали приблизний термін встановлення пам'ятника  — травень 2013 року. З'явитися пам'ятник повинен був напередодні Дня Перемоги. Однак ні напередодні, ні в саме свято, ні пізніше постать Василя Кочеткова на Новому вінці так і не була встановлена, хоча за проектом скульптура повинна була бути виконана за три місяці.
На жовтень 2013 року пам'ятник знаходиться в процесі доопрацювання. З цієї причини було вирішено не сходитися на якійсь конкретній даті установки. І мова про якийсь конкретний термін зараз вже не йде. Можливо, пам'ятник з'явиться пізньої осені 2013 року. А може, буде встановлений до наступного Дня Перемоги.
Причини затримки створення скульптури її автор Степан Мокроусов пояснив чисто технологічними причинами. «Процеси лиття та інші роботи можуть бути вельми тривалими», — зазначив скульптор. Тому створити пам'ятник до зазначеного терміну не вийшло.  До слова, Степан Мокроусов розповів, що пам'ятник О. С. Пушкіну в Москві створювали сім років.
В останній публікації на цю тему в січні 2014 йшлось про термін травень 2015-го, але скульптурної композиції так і не дочекались. Виконати обіцяку не вдалось виконати і на вересень 2017 року.

## А чи був солдат?
Противників встановлення пам'ятника солдату Василю Кочеткову виявилося не так вже й мало. Одні стояли за те, щоб міська влада зайнялися в першу чергу дорогами, інші ратували за будівництво нової поліклініки.
Але найпереконливіше «проти» висловив в одній з місцевих газет тутешній архіваріус. Він взагалі засумнівався в реальності героя. Крім двох публікацій: в «Урядовому віснику» від 2 вересня 1892 і переказу версії про солдата в журналі «Всесвітня ілюстрація» за січень 1893 року. Більше про Василя Кочеткова ніколи ніде не писали!
Архіваріус пише: «Стаття про Кочеткова з'явилася в той час, коли в результаті військової реформи Олександра III престиж військової служби був дуже низький, введена мішкувата, позбавлена парадного лиску, форма не мала популярності в суспільстві.
Звертає на себе увагу і дата публікації — 2 вересня 1892 року, тобто через тиждень після 26 серпня — 80-річчя Бородінської битви. З чого напрошується висновок, що матеріал був замовлений, була потрібна якась героїчна особистість для військово-патріотичного виховання. Не випадково стаття вийшла в урядовому виданні. До речі, тоді його редагував поет Костянтин Случевский, «людина з багатою фантазією».
Відомостей про Кочеткова немає в списках симбірських краєзнавців в місцевому архіві, тому дослідники сумніваються в реальності Кочеткова. З іншого боку, заперечують їм, архів у Симбірську погорів в 1864 році. Відомості про Кочеткова могли бути знищені при пожежі. Так, і «Вісник» був серйозною урядової газетою. «Качок» у ньому не друкували. Але навіть якщо Василь Кочетков — міф, казковий персонаж, кому буде від цього погано? Десять воєн. Шість поранень. Сто сім років, відданих вітчизні. Якщо така людина і не жила насправді, його слід було б придумати.